# Olga Kazi
Pour les articles homonymes, voir Kazi.
Olga Kazi (née le 10 mai 1941 à Budapest) est une athlète hongroise, spécialiste des courses de demi-fond. 
Elle remporte la médaille de bronze du 800 m lors des championnats d'Europe de 1962, chez elle à Belgrade.
En 1963, elle remporte la médaille d'or des Universiades d'été, à Porto Alegre, au Brésil
Elle est éliminée dès les séries du 400 m et du 800 m lors des Jeux olympiques d'été de 1964.